# Almodrote
El almodrote es una salsa de tres ingredientes: aceite de oliva, ajos soasados y queso rallado, los cuales de machacan en mortero. Se trata de una salsa con origen en la cocina sefardí y que estuvo vigente en la cocina española hasta el siglo XVII. Dependiendo de la época, la región y los gustos del cocinero puede contener otros ingredientes. Mientras que la receta sefardí se hacía con los ingredientes mencionados, en la cocina española posterior se le añadió comúnmente manteca y algunas yemas de huevo para que cobrara mayor consistencia. La salsa se empleaba para acompañar a los platos cocinados que generalmente contenían carne.

## Etimología
El nombre de esta salsa procede del árabe المَطْرُوق al-maṭrūq, cognado del judeoespañol almodrote, participio pasado de طَرَقَ (‘golpear, martillar’). A su vez, proviene verbo griego moreon (remover), antiguamente se denominó a la salsa también como el moretum y es muy posible que por degeneración se interpusiese una -d- para acabar en modretum y finalmente por influencia árabe acabase en al-modrote y era famosa por su consistencia.

## Variantes
En la cocina sefardí estuvo ligado a la berenjena en un plato denominado «almodrote de berenjenas», siendo mencionada esta receta en diversas fuentes literarias. Es similar a la escalivada o espencat de las cocinas catalana y valenciana, en el que se emplea la salsa como acompañamiento, o bien se vierte sobre las verduras. Existen otros almodrotes sobre diversas verduras como espinacas, calabazas, etc. todos ellos servidos durante la festividad del Pesah (Pascua judía). En algunos platos de la cocina turca es posible encontrar el almodrote de berenjenas y otras variantes.
Hoy en día se tiene un plato similar en la isla de la Gomera, Canarias, denominado «almogrote» que emplea los mismos ingredientes y añade además pimienta roja (un tipo de pimiento picante y alargado) y pimienta, se emplea para untar en tostadas y ser tomado como un simple aperitivo.